# Wapi
Wapi ist ein von Paul Cuvelier im realistischen Stil gezeichneter frankobelgischer Comic.
Das Abenteuer mit dem Indianerjungen Wapi als Titelhelden erschien erstmals 1962 in der belgischen und französischen Ausgabe von Tintin sowie in der niederländischen Version Kuifje. Die Fortsetzungsgeschichte schrieb Benoït Boëlens unter dem Künstlernamen Benoit. Später kam noch eine sechsseitige Kurzgeschichte nach einer Idee von Jacques Acar heraus.
Lombard begann 1969 in der Reihe Une histoire du journal Tintin mit der Albenausgabe. Weitere Ausgaben folgten in den Jahren 1978, 1981 und 1985 durch andere Verlage.